# Bruch (Mineral)

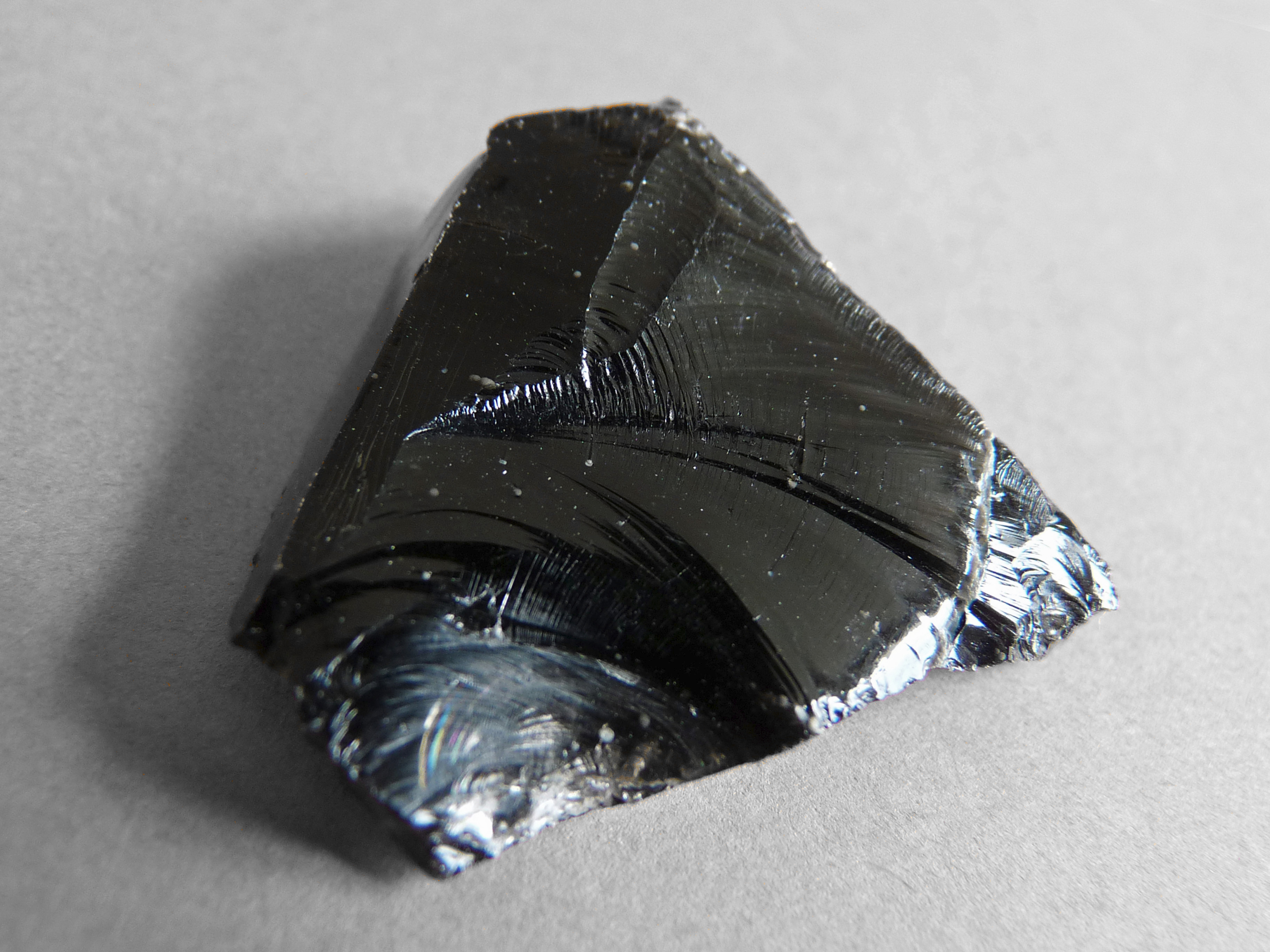
Typisch muscheliger Bruch bei Obsidian

Der Bruch ist eine Eigenschaft von Mineralen und Gesteinen, die sich zeigt, wenn als Folge mechanischer Überbeanspruchung – zum Beispiel Schlag oder Druck – eine Mineral- oder Gesteinsprobe (vgl. → Handstück) entlang unregelmäßig geformter Flächen auseinanderfällt.
Das Aussehen der Bruchflächen, das oft als Bestimmungskriterium dient, wird üblicherweise mithilfe der folgenden Adjektive beschrieben:
- muschelig – bei amorphen Materialien und dichten Aggregaten, ähnelt dem Abdruck einer Muschelklappe (z. B. Feuerstein, Quarz, Glas)
- uneben
- glatt
- faserig
- hakig – vorwiegend bei gediegen vorkommenden Metallen, die sich zäh verformen lassen (z. B. Gold, Silber, Kupfer, Platin)
- splitterig
- erdig – körnig-unregelmäßige Bruchfläche, ähnlich wie bei schwach verfestigtem Sand (z. B. Tonminerale)